# Cyrestis buruensis
Cyrestis buruensis är en fjärilsart som beskrevs av Martin 1903. Cyrestis buruensis ingår i släktet Cyrestis och familjen praktfjärilar. Inga underarter finns listade i Catalogue of Life.